# Kinji Fukasaku

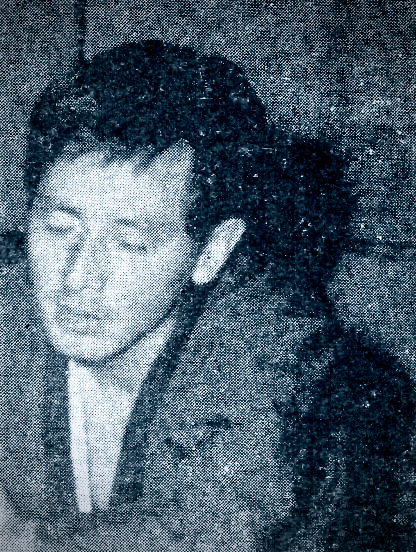

Kinji Fukasaku (japanska: 深作欣二?, Fukasaku Kinji), född 3 juli 1930, död 12 januari 2003, var en japansk filmregissör, främst känd för sina yakuza-filmer på 1970-talet, och för den våldsamma Battle Royale.

## Karriär

### 1960-talet
När Fukasaku gjorde sin första film som regissör, 1961, gjorde han det i ett strikt studiosystem, där regissörerna hade specifika kontrakt till sin studio och den individuella visionen hos en regissör var mindre viktig. Fukasaku gjorde främst action- och kriminalfilmer satta det samtida Japan, och då hans studio Tōei mest gjorde kostym- och samurajfilmer, blev han direkt en outsider i dåvarande filmklimat.
Fukasakus filmer var oftast relativt enkla och gav publiken vad de ville när det gällde våldsamma actionfilmer med ett rakt manus satt i den dagens Japan. Men i filmerna fanns oftast en stark kritik av hur Japan utvecklats efter andra världskriget, där ett fåtal hade blivit rikare, men många också fått det sämre. Med handlingen i filmerna oftast förlagda till städers slumområden, med ämnen som svarta börs-handel kritiserades regeringens framhållna budskap om utveckling och framsteg. Fukasaku anses här vara starkt inspirerad av den italienska neo-realismen.
Filmerna under hans karriär på 1960-talet gick ifrån actionfilmer som Wolves, Pigs & Men (japanska: 狼と豚と人間?, Ōkami to buta to nin'gen), där vi får följa en kamp mellan tre kriminella bröder, till klart mer utvecklade filmer som Blackmail is My Life (japanska: 恐喝こそわが人生?, Kyokatsu-koso waga jinsei), där en utpressarliga får problem och den kanske mest berömda av hans tidiga filmer, Black Lizard (japanska: 黒蜥蝪?, Kurotokage).
Black Lizard bygger på en bok av den japanska författaren Edogawa Ranpo och pjäsen som Mishima Yukio skapade utifrån den. I filmen får man följa den internationella juveltjuven Black Lizard och hennes jakt, inte bara efter juveler, utan också efter kvinnokroppar. Hela historien berättas på ett sätt som nästan blir kitschigt, med parodiska inslag.
"On the surface, "Black Lizard" is little more than a stylish genre piece, an example of arch, high '60s-style playfulness. But there's a knowing element of parody here; what Fukasaku does with his crime story is close to what Godard did with similar material in "Alphaville." It's the subtext, though -- and the subliminal hint of something truly sick -- that sets this film apart. It's truly, darkly strange, and, from start to finish, a total blast."
Black Lizard visade att Fukasaku hade en talang som hämmades av den nästan kvävande situationen inom det japanska studiosystemet.

### 1970-talet och början av 1980-talet
Fukasaku blev kanske mest känd för en internationell publik tack vare sin medverkan som regissör av de japanska sekvenserna i Tora! Tora! Tora! (1970), en amerikansk-japansk samproduktion om anfallet mot Pearl Harbor. Egentligen skulle dessa sekvenser regisserats av den välkända Akira Kurosawa.
Men det var inom sin genre som skildrade av det våldsamma livet hos den japanska yakuza-maffian som Fukasaku skulle göra sig riktigt berömd. Hans tidigare filmer hade alla visat upp brottslingarna som hedervärda män som alla följde en strikt moralisk kod, om än på fel sida av lagen. Han började nu skildra hur dessa egentligen drevs av girighet, lust och feghet, vilket han först visade i Sympathy for the Underdog (japanska: 博徒外人部隊?, Bakuto gaijin butai) 1971. Den film som verkligen kom att innebära starten på en ny era för regissören var Battles Without Honor and Humanity (japanska: 仁義なき戦い?, Jinginaki tatakai) 1973.
I Battles Without Honor and Humanity får vi följa den våldsamma yakuzans interna stridigheter och dess våldsamma vardag efter att Japan kapitulerat i andra världskriget. Här besparas inga detaljer och talet om hederskod kastas direkt ut genom fönstret - det handlar om farliga män som ofta är desperata och de uppför sig som man kan förvänta sig. Här försvinner den romantiserade bilden av den japanska undre världen för att ersättas av en klart mer våldsam och verklighetstrogen bild. Filmen, som byggde på en dagbok av en person som själv tillhört maffian, blev en stor publiksuccé och gav upphov till fyra uppföljare som beskrev människor, strider och fraktioner inom yakuza-maffian under 28 år.
Efter dessa uppföljare (den sista klart märkt "The Final Episode") fortsatte Fukasaku att skildra en undre värld där linjen mellan de goda och onda nästan helt suddats ut och handlingen beskrev våldtäkter, mord, korruption, brutalitet och liknande hemskheter. Han beskriver till exempel i Yakuza Graveyard (japanska: やくざの墓場　くちなしの花?, Yakuza no hakaba: Kuchinashi no hana) 1976 en våldsam polis som infiltrerar den undre världen och det krig som råder där, men vars vänskap till yakuzan och hans egna problem gör att han allt som oftast fattar beslut som går emot vad en polis bör göra.
Fukasaku gjorde ett antal av dessa filmer om den undre världen och han blev sen övertalad att fortsätta sina filmer i serien som startats i och med Battles Without Honor and Humanity. Karaktärer och platser byttes ut och han lyckades ta fram tre filmer innan han till slut sa blankt nej till att fortsätta. I och med detta bröt han nästan helt med gangster-genren.
Efter att ha bland annat gjort två stycken filmer inom samurai-genren, Yagyu Clan Conspiracy (Yagyū ichizoku no inbō) (med bland andra Toshirō Mifune i rollerna) och The Fall of Ako Castle (Ako-Jo danzetsu) återvände Fukasaku till den internationella scenen och regisserade Virus (Fukkatsu no hi) (1980) med amerikanska skådespelare som George Kennedy och Glenn Ford.
I Fall Guy (Kamata koshin-kyoku) (1982) beskriver Fukasaku på ett humoristiskt sätt den frustration han länge känt över det japanska studiosystemet och filmen vann honom ett flertal priser.

### Battle Royale
Efter att under många år legat relativt inaktiv återvände Fukasaku till den stora scenen i och med Battle Royale (Batoru rowaiaru) (2000), en ultravåldsam film som byggde på den bästsäljande japanska boken från 1999 av Koushun Takami. Handlingen är relativt simpel, i en dystopisk framtid har Japan blivit en diktaturstat. Varje år väljs en skolklass ut för att på en öde ö slåss mot varandra, om mer än en av dem lever efter 3 dagar så dör alla.
Filmens våldsamheter väckte upprörda känslor hos vissa i Japan och politiker ville censurera verket. Fukasaku själv beskriver situationen på följande vis:
"A politician raised the issue in the Japanese parliament. He said that Battle Royale could be harmful to children, and so they should intervene. Historically in Japan, the film industry has censored itself. But they said censorship should be controlled by outsiders. They were being foolish"
I slutändan så fick filmen åldersgränsen R15, det vill säga man var tvungen att vara 16 år eller äldre för att se filmen. Fukasaku själv var inte direkt nöjd med en sådan åldersgräns:
"I was hoping it would be shown to people the same age as those in the film. Because it was forbidden, they wanted to watch it even more."

### Död
Tre år efter Battle Royale höll Fukasaku på med inspelningen av uppföljaren, Battle Royale 2, men hade redan tidigt under inspelningen meddelat att han led av prostatacancer. På grund av detta blev han intagen på sjukhus i december 2002 och han avled till slut 12 januari 2003. Hans son, Kenta Fukasaku, slutförde faderns sista film.
Kinji Fukasaku blev 72 år gammal.

## Filmografi (i urval)
Om det ej finns en svensk titel används den amerikanska titeln.
- Black Lizard (1968)
- Blackmail Is My Life (1968)
- De gröna monstren (1968)
- Black Rose Mansion (1969)
- If You Were Young: Rage (1970)
- Tora! Tora! Tora! (1970)
- Sympathy for the Underdog (1971)
- Street Mobster (1972)
- Under the Flag of the Rising Sun (1972)
- Battles Without Honour and Humanity (1973)
- Graveyard of Honour (1975)
- Message from Space (1978)
- Fall Guy (1982)
- Legend of the Eight Samurai (1983)
- Battle Royale (2000)
- Battle Royale II: Requiem (2003)